# Fédération Haïtienne de Football
Fédération haïtienne de football ordnar med den organiserade fotbollen i Haiti, och bildades 1904.

## Jordbävningen 2010
Förbundet, som haft ekonomiska problem i många år, förlorade över 30 domare under jordbävningen i Haiti 2010. Dessutom används nationalarenans och många andra arenors plan som tillfällig bostad för överlevande från skalvet. På grund av förlusterna donerades stora summor pengar från FIFA och internationellt högt anset fotbollsfolk, dessutom skapade FIFA en bond på $3 miljoner för återuppbyggnad av infrastrukturen.

### Fotnoter
1. 1 2 3  Robinson, Joshua (3 mars 2010), skriven i Port-au-Prince, Haiti, ”Haitian soccer's future uncertain”, SportsIllustrated.com (Time Inc.), arkiverad från ursprungsadressen  den 11 mars 2010, https://web.archive.org/web/20100311235600/http://sportsillustrated.cnn.com/2010/soccer/03/03/haiti.soccer/index.html, läst 3 mars 2010
2. ↑  ”Haití duele” (på spanska). Periodismo de fútbol internacional. Blogspot. 18 de enero de 2010. http://arogeraldes.blogspot.com/2010/01/haiti-earthquake.html. Läst 3 mars 2010.